# Lost Highway
„Lost Highway“ е заглавието на десетия студиен албум на американската рок-група Бон Джоуви. Продуциран от Джон Шанкс и Дан Хъф, албумът е записан в Black Bird Studios, Нашвил и NGR Recording, Холивуд. Албумът дебютира на първо място в Billboard 200, като става първият албум на Бон Джоуви, оглавил класацията с дебюта си, както и третият албум, достигнал такава позиция в САЩ. Албумът печели номинация в категория „най-добър вокален поп албум“ на 50-а церемония за наградите „Грами“ (2008 г.).

## Песни
1. Lost Highway
2. Summertime
3. (You Want to) Make a Memory
4. Whole Lot of Leavin'
5. We Got It Going On
6. Any Other Day
7. Seat Next to You
8. Everybody's Broken
9. Till We Ain't Strangers Anymore
10. The Last Night
11. One Step Closer
12. I Love This Town

## Състав
- Джон Бон Джоуви – вокал, акустична китара
- Ричи Самбора – китари, беквокали
- Хю Макдоналд – бас китара, беквокали
- Тико Торес – барабани, перкусии
- Дейвид Брайън – клавир, пиано, беквокали